# Писодери
Писодери или Писодер је насеље у Грчкој у општини Преспа, периферија Западна Македонија. Према попису из 2021. било је 17 становника.

## Географија
Писодери је удаљен око 16 km западно од града Лерин (Флорина). Лежи на надморској висини од 1430 метара на јужној падини планине Баба.
У Писодерију се налази познато скијалиште и развијен је зимски туризам.

## Становништво
Македонски историчар Тодор Симовски, 1998. године наводи да су Писодери аромунско насеље.
Преглед становништва у свим пописним годинама од 2001. до данас:
| Година       | 2001 | 2011 |
| ------------ | ---- | ---- |
| Становништво | 68   | 7    |